# جی دیوید لاو
جرج دیوید لاو (به انگلیسی: George David Low) فضانورد اهل کشور ایالات متحده آمریکا است که در ۱۹ فوریهٔ ۱۹۵۶ میلادی در کلیولند، اوهایو زاده شد. وی در مأموریت اس‌تی‌اس-۳۲، اس‌تی‌اس-۴۳، اس‌تی‌اس-۵۷ حضور داشته است.